# Jean Tschopp
Pour les articles homonymes, voir Tschopp.
Jean Tschopp, né le 12 janvier 1982 à Sierre (originaire de Loèche-les-Bains), est une personnalité politique suisse, membre du Parti socialiste.
Il est élu député du canton de Vaud au Conseil national en octobre 2023.

## Biographie
Jean Tschopp naît le 12 janvier 1982 à Sierre, dans le canton du Valais. Il est originaire de Loèche-les-Bains, dans le même canton. Il a deux sœurs aînées. Leur père est ingénieur de formation et menuisier dans l'entreprise familiale. Après son décès d'un cancer en 1992, la famille déménage à Lausanne.
Il fait des études de droit à l'Université de Lausanne (et aux universités de Zurich et de Genève ainsi qu'aux Pays-Bas). Sa thèse de doctorat porte sur le statut et le droit des peuples autochtones.
Après un stage de six mois à l'ambassade de Suisse au Nigeria, il travaille comme juriste, d'abord au syndicat Unia de 2015 à fin août 2020, puis à la Fédération romande des consommateurs.
Il est marié et père de deux enfants et habite à Lausanne.

## Parcours politique
Il adhère au Parti socialiste en 2002, selon ses propres déclarations.
Il est membre du Conseil communal de Lausanne à partir de 2009 (auquel il accède grâce à une démission), puis député au Grand Conseil du canton de Vaud depuis 2012,. Il y dirige le groupe socialiste à partir de 2020, après avoir occupé la vice-présidence pendant quatre ans. Il se profile sur les sujets de l'égalité entre hommes et femmes, de l'environnement et de la lutte contre le racisme, en plus des droits des travailleurs. À la suite de son élection au parlement fédéral, il démissionne en novembre 2023.
Il est élu député du canton de Vaud au Conseil national en octobre 2023. Il y siège au sein de la Commission des institutions politiques (CIP).

## Publication
- Jean Tschopp, Statut et droits collectifs des peuples autochtones, Berne, Stämpfli, 2013, 410 p. (ISBN 978-3-7272-7985-0)